# LDPR
Die LDPR (russisch ЛДПР), ursprünglich Liberal-Demokratische Partei Russlands (Либерально-демократическая партия России Liberalno-demokratischeskaja partija Rossii), ist eine nationalistisch-rechtspopulistische bis rechtsextreme Partei in Russland. Es wurde gemutmaßt, dass die LDPR eine von der russischen Regierung finanzierte Partei ist. Als gesichert gilt, dass sie als Teil der „Systemopposition“ traditionell loyal zum Umfeld des Präsidenten Wladimir Putin steht.

## Inhaltliches Profil
Die LDPR nennt sich „liberal-demokratisch“ und bezeichnet sich als „Partei der Mitte“. Sie wird jedoch von ausländischen Beobachtern der russischen Politik als ultranationalistisch, rechtspopulistisch und rechtsradikal eingeschätzt. In der praktischen Politik tritt die Partei vorwiegend mit extremistischen Parolen und Forderungen auf und kaum mit liberalen Gedanken. So versteckt die LDPR laut Beobachtern ihren Rechtsextremismus hinter „patriotischen“ Positionen. Auch widerspricht der offiziell propagierte Grundgedanke der Chancengleichheit zahlreichen Forderungen der Partei nach gewollter Bevorzugung von Russen gegenüber nationalen Minderheiten in der Russischen Föderation. Auch werden antisemitische Züge in der Parteilinie ausgemacht. Die Partei befürwortet die Todesstrafe für Kriminelle. Während der russischen Annexion der Krim-Halbinsel 2014 schlug die Partei Polen, Rumänien und Ungarn die Teilung des Westens der Ukraine vor. Weiterhin werden der Partei mitunter auch panslawistische, neoimperialistische, antikommunistische und etatistische Bestrebungen zugeschrieben. Dennoch unterstützt sie politisch oft Vorhaben der konservativen russischen Regierungspartei Einiges Russland, weshalb manche politischen Kommentatoren ihre generelle Oppositionseigenschaft in Frage stellen sowie die Ernsthaftigkeit ihrer politischen Forderungen.

## Innere Struktur
Das oberste Organ der Partei ist der einmal in vier Jahren einberufene Parteitag. Zwischen den Parteitagen ist das Spitzengremium der sogenannte „Oberste Rat“, der vom Parteitag gewählt wird.

## Geschichte der Partei
Die LDPR wurde 1991 unter der Regie des KGB als Liberal-Demokratische Partei der Sowjetunion gegründet und 1992 in LDPR umbenannt. Gründer und Vorsitzender der Partei war Wladimir Schirinowski. Sein Führungsstil galt als extrem populistisch, seine politischen Parolen konnten sehr leicht von extrem rechten zu extrem linken Inhalten wechseln. Dank seiner provokativen Haltung und Aussagen genoss er geringe, aber konstante Popularität.
Bei der Parlamentswahl in Russland 1993 wurden die LDPR mit 22,92 Prozent stärkste Kraft. Bei der Parlamentswahl 2003 erreichte die Partei 11,6 Prozent der Stimmen und wurde mit 36 von 450 Sitzen drittstärkste Fraktion. Bei der Präsidentschaftswahl 2004 nominierte die Partei den ehemaligen Leibwächter Schirinowskis, Oleg Malyschkin, als Kandidaten. Bei der Parlamentswahl 2007 behauptete sie ihre Position als drittstärkste Fraktion, auch wenn sie an Stimmen verlor, 2021 zog sie nur mit deutlichen Verlusten erneut ins landesweite Parlament ein.
Seit dem 16. Dezember 2022 unterliegt die Partei aufgrund ihrer Unterstützung des Russischen Überfalls auf die Ukraine den Sanktionen der EU.

## Wahlergebnisse

### Präsidentschaftswahlen der Russischen Föderation
| Wahlen                                | Kandidat              | Stimmen   | Prozent |
| ------------------------------------- | --------------------- | --------- | ------- |
| Präsidentschaftswahl in Russland 1996 | Wladimir Schirinowski | 4.311.479 | 5,7 %   |
| Präsidentschaftswahl in Russland 2000 | Wladimir Schirinowski | 2.026.513 | 2,7 %   |
| Präsidentschaftswahl in Russland 2004 | Oleg Malyschkin       | 1.405.396 | 2,0 %   |
| Präsidentschaftswahl in Russland 2008 | Wladimir Schirinowski | 6.988.510 | 9,3 %   |
| Präsidentschaftswahl in Russland 2012 | Wladimir Schirinowski | 4.458.103 | 6,2 %   |
| Präsidentschaftswahl in Russland 2018 | Wladimir Schirinowski | 4.154.638 | 5,6 %   |

### Wahlen zur Staatsduma der Russischen Föderation
| Wahlen                          | Stimmen    | Prozent | Mandate |
| ------------------------------- | ---------- | ------- | ------- |
| Parlamentswahl in Russland 1993 | 12.318.562 | 22,9 %  | 64      |
| Parlamentswahl in Russland 1995 | 07.737.431 | 11,2 %  | 51      |
| Parlamentswahl in Russland 1999 | 03.990.038 | 06,0 %  | 17      |
| Parlamentswahl in Russland 2003 | 06.944.322 | 11,5 %  | 36      |
| Parlamentswahl in Russland 2007 | 05.660.823 | 08,1 %  | 40      |
| Parlamentswahl in Russland 2011 | 07.664.516 | 11,7 %  | 56      |
| Parlamentswahl in Russland 2016 | 06.917.063 | 13,1 %  | 39      |
| Parlamentswahl in Russland 2021 | 04.252.252 | 07,6 %  | 21      |

## Internationale Kooperation
Die LDPR unterhielt ab 1992 enge Beziehungen zur rechtsextremen Deutschen Volksunion. Der damalige Parteivorsitzende Gerhard Frey reiste hierzu mehrfach nach Moskau, um sich mit Schirinowski zu treffen. 1995 kühlte das Verhältnis zwischen den Parteien ab, nachdem Schirinowski in einem Interview erklärt hatte, die Welt solle „Angst vor Russland haben“ und Deutschland müsse „so klein wie Österreich“ sein.

## Prominente Mitglieder
- Wladimir Schirinowski (Leitfigur, ehemaliger Präsidentschaftskandidat, stellvertretender Dumavorsitzender), † 2022
- Oleg Malyschkin (ehemaliger Präsidentschaftskandidat)
- Igor Lebedew (Fraktionsvorsitzender der LDPR in der Duma), ausgetreten
- Alexei Ostrowski (engster Berater von Schirinowski, Gouverneur des Smolensker Verwaltungsbezirks)
- Dima Bilan (Popsänger)
- Andrei Lugowoi, bekannt durch die Affäre um die Ermordung Alexander Litwinenko
- Sergei Furgal, der im Juli 2020 aufgrund von Vorwürfen, er sei vor etwa 15 Jahren an zwei Morden beteiligt gewesen, verhaftete vormalige Gouverneur des Kraj Chabarowsk im Fernen Osten der Russischen Föderation.
- Michail Degtjarjow, Gouverneur der Region Chabarowsk seit September 2021[13]
- Wiktor But, Transportunternehmer und Waffenhändler.[14]